# 茨淮新河
茨淮新河位于中国安徽省西北部，为淮河流域一条人工河道，自阜阳市颍河茨河铺向东，经利辛县、蒙城县、凤台县、淮南市，在怀远县荆山口汇入淮河，长134.2千米。全河总流域面积7127平方公里（包括截引的黑茨河和西淝河上游）。茨淮新河在西淝河以上和以下排涝流量分别为1400立方米每秒和1800立方米每秒，设计分泄颍河洪水2000立方米每秒，下段设计排洪流量2400立方米每秒。

分开沙颍河和茨淮新河的水利截流闸（阜阳市颍泉区茨河铺）

## 历史
1964年9月，水电部规划局在《淮河流域治理初步意见》中提出在淮北开挖新淮河的设想。60年代末，阜阳地区计划开挖新河分泄颍河洪水。在比较了疏浚颍河本干、开挖界洪新河等方案后，1971年2月，治淮规划小组给国务院的报告中明确把茨淮新河、怀洪新河作为扩大淮河中游洪水出路的治淮战略性大型骨干工程。1971年11月18日水电部批准茨淮新河工程开工。每年冬春阜阳地区11个县及宿县地区怀远县共12个县组织社员、插队知青“上河工”开挖茨淮新河。共挖压128136亩耕地，拆迁30346间房屋41485人。历经10个冬春于1980年完成了插花以下110公里河道的全部土方工程，对插花以上24.2公里，暂按40米底宽小断面开挖。累计动员民工达181.55万人次。1982年河道节制闸、船闸等建成，1982年5月全线通航，因颍河的颍上节制闸碍航而断航多年的颍河航运开辟了新的途径。总投资5.44亿元，使颍河防洪能力提高到20年一遇。对于减轻颍河阜阳以下以及淮河干流的排洪压力以及灌溉、航运等起到重要作用。1992年，配套的桥闸涵等附属工程全部建成，茨淮新河工程全线竣工。
安徽省计划按四级标准整治航道，建设茨河铺、插花等复线船闸，改造碍航桥梁。

## 技术概况
全河分四级控制，分段控制流量和水位，各枢纽均按五级航道标准建了船闸，可常年通航2X300吨级轮驳船队。河两岸建有涵闸86处，排灌站245处，总装机34584瓦。
- 茨河铺水利枢纽
- 茨河铺至插花河道：24公里长，底宽122米，水深1.96m，桥梁净高5m
- 插花水利枢纽
- 插花至阚疃河道：28公里长，西淝河以上19km，河道底宽122米，水深2.96m；西淝河以下9km，河道底宽187米，水深4.86m
- 阚瞳水利枢纽
- 阚疃至上桥河道：77公里长，底宽188米，水深2.1-4.0m，桥梁净高5m
- 上桥水利枢纽：1973年2月开工建设，1975年7月建成并投入使用，总投资3014万元。由节制闸、抽水站、船闸等共10项工程组成。节制闸设计洪水流量2600 m3/s，控制茨淮新河河道长度77km，主要功能是分泄颍河洪水、排除区间涝水，兼有拦蓄来水、控制上游水位以发展灌溉和航运事业。上桥船闸联接茨淮新河航运，按五级航道设计，通航能力为300T级，闸室长130m，宽12m，最低通航水深2.5m。
- 上桥至入淮河口河道：5公里长，底宽250米，水深2.9m